# استیون آدامز (بسکتبال)
استیون فوناکی آدامز (انگلیسی: Steven Funaki Adams؛ زادهٔ ۲۰ ژوئیهٔ ۱۹۹۳) بازیکن بسکتبال اهل نیوزیلند است.
از باشگاه‌هایی که در آن بازی کرده‌است می‌توان به اکلاهما سیتی تاندر اشاره 
کرد.
آدامز پس از یک فصل بازی با تیم زادگاهش ولینگتون سانینز در سال 2011 ، به ایالات متحده نقل مکان کرد تا بسکتبال کالج را برای پیتسبورگ بازی کند. در ژوئن 2013 ، وی با 12مین انتخاب کلی در پیش نویس NBA 2013 توسط تندر انتخاب شد.